# Municipio de Skinnersville
El municipio de Skinnersville (en inglés: Skinnersville Township) es un municipio ubicado en el  condado de Washington en el estado estadounidense de Carolina del Norte. En el año 2010 tenía una población de 1.286 habitantes.

## Geografía
El municipio de Skinnersville se encuentra ubicado en las coordenadas 35°55′0.59″N 76°27′44.77″O / 35.9168306, -76.4624361.